# هنري إنغلر
هنري إنغلر (بالإسبانية: Henry Willy Engler Golovchenko)‏ هو ملحن وعالم أعصاب وموسيقي أوروغواياني، ولد في 11 نوفمبر 1946 في بايساندو في الأوروغواي.